# Алдишка
Алди́шка (рос. Алдышка, марій. Алсола) — присілок у складі Моркинського району Марій Ел, Росія. Входить до складу Моркинського міського поселення.

## Населення
Населення — 48 осіб (2010; 79 у 2002).
Національний склад (станом на 2002 рік):
- лучні марійці — 100 %